# سایرس الکساندریا
سایرس الکساندریا (عربی: المقوقس؛ – ۲۱ مارس ۰۶۴۲) یک کشیش مصری در قرن ۷ میلادی و یکی از نگارندگان مونوتلیتیسم بود.